# Cantone di Nouvion-sur-Meuse
Il Cantone di Nouvion-sur-Meuse è una divisione amministrativa dell'arrondissement di Charleville-Mézières.
È stato costituito a seguito della riforma approvata con decreto del 21 febbraio 2014, che ha avuto attuazione dopo le elezioni dipartimentali del 2015.

## Composizione
Comprende i seguenti 35 comuni:
- Les Ayvelles
- Baâlons
- Balaives-et-Butz
- Boulzicourt
- Boutancourt
- Bouvellemont
- Chagny
- Chalandry-Elaire
- Champigneul-sur-Vence
- Dom-le-Mesnil
- Élan
- Étrépigny
- Évigny
- Flize
- Guignicourt-sur-Vence
- Hannogne-Saint-Martin
- La Horgne
- Mazerny
- Mondigny
- Montigny-sur-Vence
- Nouvion-sur-Meuse
- Omicourt
- Omont
- Poix-Terron
- Saint-Marceau
- Saint-Pierre-sur-Vence
- Sapogne-et-Feuchères
- Singly
- Touligny
- Vendresse
- Villers-le-Tilleul
- Villers-sur-le-Mont
- Vrigne-Meuse
- Warnécourt
- Yvernaumont